# Mark Otten
Mark Otten (ur. 2 września 1985 w Nijmegen) – były holenderski piłkarz występujący podczas kariery na pozycji obrońcy.

## Kariera
Otten profesjonalną karierę rozpoczynał w pierwszoligowym NEC Nijmegen. W jego barwach zadebiutował 27 marca 2004 w przegranym przez jego zespół 2-5 ligowym pojedynku z NAC Breda. Łącznie w sezonie 2003/2004 rozegrał trzy spotkania. Po jego zakończeniu odszedł do Feyenoordu. Jednak przed debiutem w tym klubie, został wypożyczony do drugoligowego Excelsioru Rotterdam. Pierwszy występ zanotował tam 13 sierpnia 2004 w wygranym przez jego zespół 2-1 ligowym meczu z FC Eindhoven. 9 grudnia 2005 strzelił pierwszego gola w zawodowej karierze. Było to w wygranym 4-0 ligowym spotkaniu z SC Cambuur. Na koniec drugiego sezonu w Excelsiorze zajął z klubem pierwsze miejsce w Eerste Divisie i awansował do ekstraklasy. Wówczas jednak powrócił do Feyenoordu, ale ponownie go wypożyczono, tym razem do NEC Nijmegen, którego był wychowankiem. Przez cały sezon wystąpił tam w 27 meczach, a po jego zakończeniu pozostał w NEC na zasadzie transferu definitywnego. 30 sierpnia 2008 zdobył pierwszą bramkę w trakcie gry w pierwszej lidze. Było to w spotkaniu z De Graafschap, wygranym 2-0.